# ГЕС-ГАЕС Richard B. Russell
ГЕС-ГАЕС Richard B. Russell — гідроелектростанція на межі штатів Південна Кароліна та Джорджія (Сполучені Штати Америки). Знаходячись між ГЕС Хартвелл та ГЕС J Strom Thurmond, входить до складу каскаду на річці Саванна, яка дренує східний схил Аппалачів та впадає до Атлантичного океану біля міста Саванна.
В межах проекту долину річки перекрили комбінованою греблею висотою 62 метри та шириною по гребеню 6 метрів, яка включає центральну бетонну частину довжиною 574 метри (потребувала 841 тис. м3 матеріалу) та бічні земляні ділянки загальною довжиною 802 метри (створені із 2,2 млн м3 породи). Разом з допоміжною дамбою довжиною 335 метрів гребля утримує водосховище площею поверхні від 97,6 км2 до 128,6 км2 при об'ємі 1835 млн м3, з яких 156 млн м3 є корисним об'ємом для виробництва електроенергії (забезпечується коливанням рівня між позначками 143,3 та 144,8 метра НРМ).
Пригреблевий машинний зал у 1985—1986 роках обладнали чотирма турбінами типу Френсіс потужністю по 75 МВт, які використовують напір від 41 до 49 метрів. В 2002-му до них додали ще чотири оборотні турбіни того ж типу потужністю по 82 МВт. При роботі останніх в насосному режимі роль нижнього резервуару виконує водосховище ГЕС J Strom Thurmond.
Зв'язок з енергосистемою відбувається по ЛЕП, розрахованій на роботу під напругою 230 кВ.